# Antonina z Saksonii-Coburga-Saalfeld
Antonina Ernesta Amalia (ur. 28 sierpnia 1779 w Coburgu; zm. 14 marca 1824 w Sankt Petersburgu) – niemiecka księżniczka z dynastii z Saksonii-Coburga-Saalfeld (od 1826 roku Saksonii-Coburga-Gothy), księżna Saksonii.
Księżniczka Antonina była drugą córką Franciszka z Saksonii-Coburga-Saalfeld i jego żony Augusty Reuss-Ebersdorf.
17 listopada 1798 roku w Coburgu wyszła za mąż za Aleksandra Wirtemberskiego, siódmego syna Fryderyka Eugeniusza, księcia Wirtembergii. Para osiadła w Rosji, gdzie Aleksander robił ważną wojskową i polityczną karierę.
Antonina i Aleksander mieli piątkę dzieci, czterech synów (dwóch umarło w wieku niemowlęcym) i córkę:
- Marię (1799–1860), żonę swojego wuja księcia Ernesta I z Saksonii-Coburga-Gothy,
- Pawła (1800–1802),
- Aleksandra (1804–1881), męża Marii Orleańskiej, córki króla Ludwika Filipa I, generała rosyjskiego,
- Ernesta Konstantego (1807–1868), generała rosyjskiego,
- Fryderyka (1810–1815).

Jej potomek, Albrecht Wirtemberski, został głową rodziny Wirtembergów w 1921 roku.

## Wywód przodków
| 4. Ernest Fryderyk                 |  |                                           |  |  |                                     |
|                                    |  | 2. Franciszek z Saksonii-Coburga-Saalfeld |  |  |                                     |
| 5. Zofia z Brunszwiku-Wolfenbüttel |  |                                           |  |  |                                     |
|                                    |  |                                           |  |  | 1. Antonina Sachsen-Coburg-Saalfeld |
| 6. Henryk XXIV Reuss-Ebersdorf     |  |                                           |  |  |                                     |
|                                    |  | 3. Augusta Reuss-Ebersdorf                |  |  |                                     |
| 7. Karolina Erbach-Schönberg       |  |                                           |  |  |                                     |
|                                    |  |                                           |  |  |                                     |